# Sandro Tiburzi
Sandro Tiburzi (1901) è stato un calciatore italiano, di ruolo centrocampista.

## Carriera
Giocò nel Savoia nel campionato di Prima Divisione, totalizzando 3 presenze.
Nel 1927 è ingaggiato dal Terni, e disputa il campionato di Prima Divisione divenuto nel frattempo il secondo livello nazionale. In 11 gare metterà a segno 4 reti.
L'anno successivo ritorna a giocare in massima serie stavolta con la maglia del Napoli, con cui realizzerà l'unica rete in tale categoria ed un totale in carriera di 6 presenze.
Successivamente giocherà per il Vomero, per i nerostellati della Bagnolese e per il Viterbo.

## Statistiche

### Presenze e reti nei club
| Stagione        | Squadra         | Campionato      | Campionato | Campionato | Coppe nazionali | Coppe nazionali | Coppe nazionali | Altre coppe | Altre coppe | Altre coppe | Totale | Totale |
| Stagione        | Squadra         | Comp            | Pres       | Reti       | Comp            | Pres            | Reti            | Comp        | Pres        | Reti        | Pres   | Reti   |
| --------------- | --------------- | --------------- | ---------- | ---------- | --------------- | --------------- | --------------- | ----------- | ----------- | ----------- | ------ | ------ |
| 1924-1925       | Savoia          | PD              | 3          | 0          |                 |                 |                 |             |             |             | 3      | 0      |
| 1927-1928       | Terni           | PD              | 11         | 4          |                 |                 |                 |             |             |             | 11     | 4      |
| 1928-1929       | Napoli          | DN              | 3          | 1          |                 |                 |                 |             |             |             | 3      | 1      |
| 1930-1931       | Vomero          | SD              | ?          | ?          |                 |                 |                 |             |             |             | ?      | ?      |
| 1931-1932       | Bagnolese       | PD              | ?          | ?          |                 |                 |                 |             |             |             | ?      | ?      |
| Totale carriera | Totale carriera | Totale carriera | 17         | 5          |                 |                 |                 |             |             |             | 17     | 5      |

## Palmarès
- Campione Campano: 1

Savoia: 1924-1925